# 马尔科·菲德尔·苏亚雷斯
马尔科·菲德尔·苏亚雷斯·巴里恩托斯（西班牙語：Marco Fidel Suárez Barrientos；1855年4月23日—1927年4月3日），哥伦比亚政治家、外交官。1918年至1921年担任哥伦比亚总统。

## 生平
1918年，马尔科·菲德尔·苏亚雷斯首次参加总统大选。期间，由于保守党没能确立唯一的总统候选人，马尔科·菲德尔便与同为保守党成员的政治家吉列尔莫·巴伦西亚分别参加当年的选举:56，马尔科·菲德尔因主张维护天主教会的权益，得到了天主教波哥大總教區及数个天主教会影响力较大省份之选民的支持:256-257, 270，而巴伦西亚则得到自由党政治家爱德华多·桑托斯、菲德尔·卡诺、本哈明·埃雷拉及该国原住民的支持:270:350，最终马尔科·菲德尔以214,839票击败了巴伦西亚的168,254票，当选为总统:305。
在总统任期内，马尔科·菲德尔·苏亚雷斯政府在外交上承认了巴拿马，自1903年脱离哥伦比亚独立后，哥伦比亚长期拒绝承认巴拿马的国家地位。1921年4月，美国与哥伦比亚外交代表签署了《汤姆森—乌鲁蒂亚条约》，哥伦比亚才正式承认巴拿马的独立，而美国也为此向哥伦比亚支付了2,500万美元，此后哥、巴两国的关系才逐渐地走向正常:418。